# Alex Schumacher
Johannes Andreas Alexander "Alex" Julius de Meza Schumacher (født 17. september 1853 i Nørre Stenderup ved Kolding, død 18. marts 1932) var en dansk forfatter. Alexander Schumacher brugte pseudonymerne A. Carstens, Onkel Adolf og Leo Ritter.
Alexander Schumacher var søn af ritmester Christian Andreas Schumacher. Efter en tid at have gået i Haderslev Latinskole kom han i apotekerlære og studerede farmaci og kemi, et studium, han dog af helbredshensyn måtte opgive, hvorpå han lagde sig særlig efter levende sprog, navnlig tysk og engelsk, og oversatte en del. Efterhånden samlede hans sproglige interesserer sig mere og mere om ungarsk, og ved en række rejser til Ungarn har han gjort sig bekendt med dette lands sprog, litteratur og sociale forhold; der foreligger fra hans hånd på dansk oversættelser af flere moderne ungarske forfattere. Han har udgivet en samling Ungarske Folkeæventyr (1895) og skrevet afsnittet "Ungarn" i Illustreret Verdenslitteraturhistorie. Som anerkendelse for denne sin virksomhed udnævntes han 1898 til medlem af det ungarske skønlitterære Institut Kisfalndy-Selskabet. Af originale arbejder har han udgivet Ludvig Bødtcher, et Digterliv (1875), Kulturbilleder (1892) og Agnete Budde (1894), og til forskellige tider var han redaktør af Illustreret Ugeblad, Illustreret Folkeblad, Hver 14. Dag, Hver 8. Dag og Papir-Tidende. Han var medstifter af Dansk Forfatterforening 1894 og var siden dens sekretær og blev 1918 ekstraordinært medlem.
Han blev i 1886 gift med Viktoria Eleonora Wick (født 2. oktober 1859) som var balletdanserinde ved Det Kongelige Teater .